# Dreifaltigkeitskirche (Haunsheim)

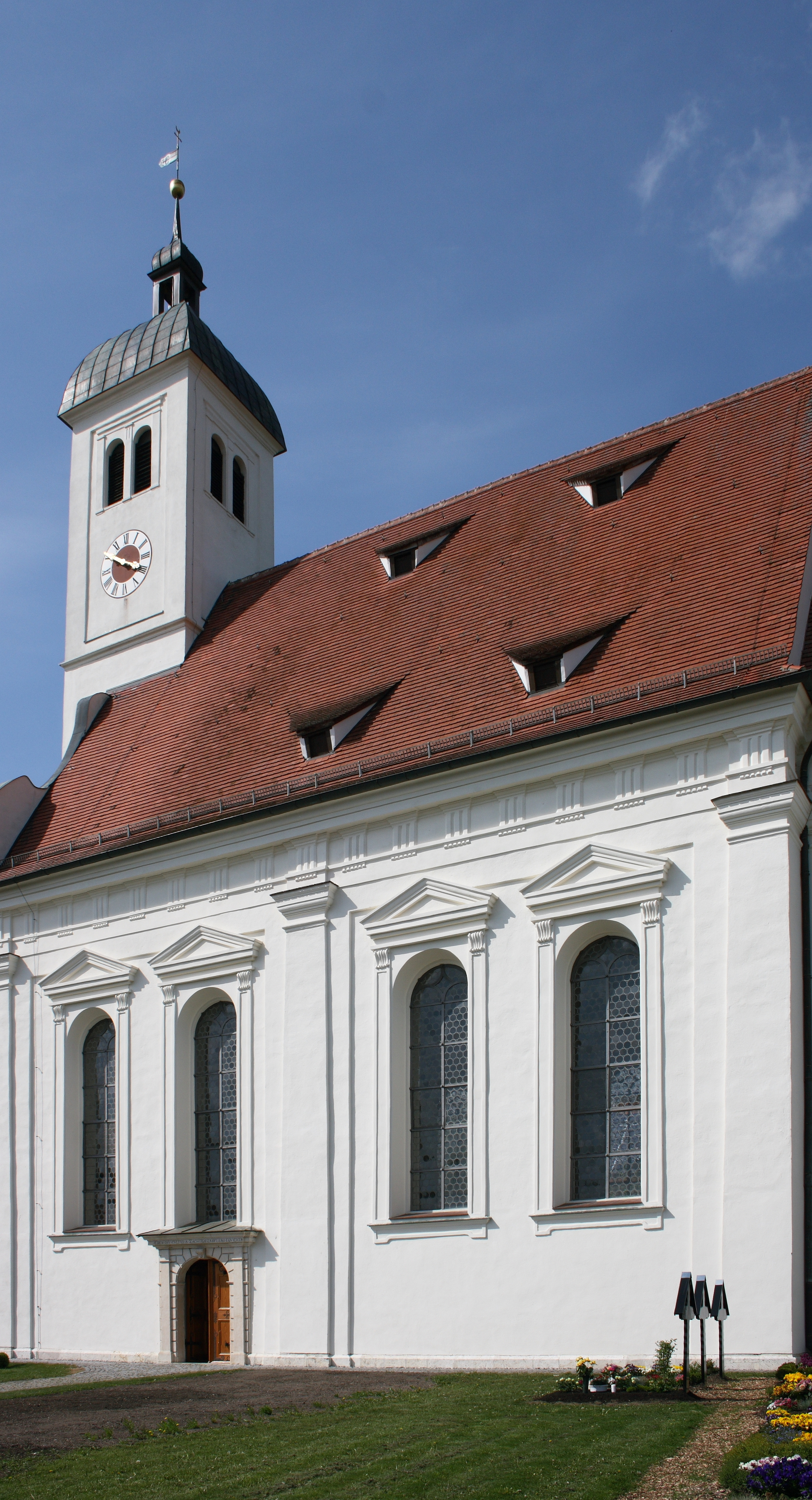
Evangelisch-Lutherische Dreifaltigkeitskirche, Ansicht von Südosten

Die Dreifaltigkeitskirche in Haunsheim, einer Gemeinde im Landkreis Dillingen an der Donau im bayerischen Regierungsbezirk Schwaben, ist die Pfarrkirche der evangelisch-lutherischen Pfarrei Haunsheim/Bachtal. Sie wurde als evangelische Kirche zu Beginn des 17. Jahrhunderts im Stil der Renaissance errichtet und blieb von späteren Umgestaltungen weitgehend verschont.

## Lage
Die Kirche liegt an der Hauptstraße inmitten des Ortes in einem ummauerten Friedhof.

## Geschichte

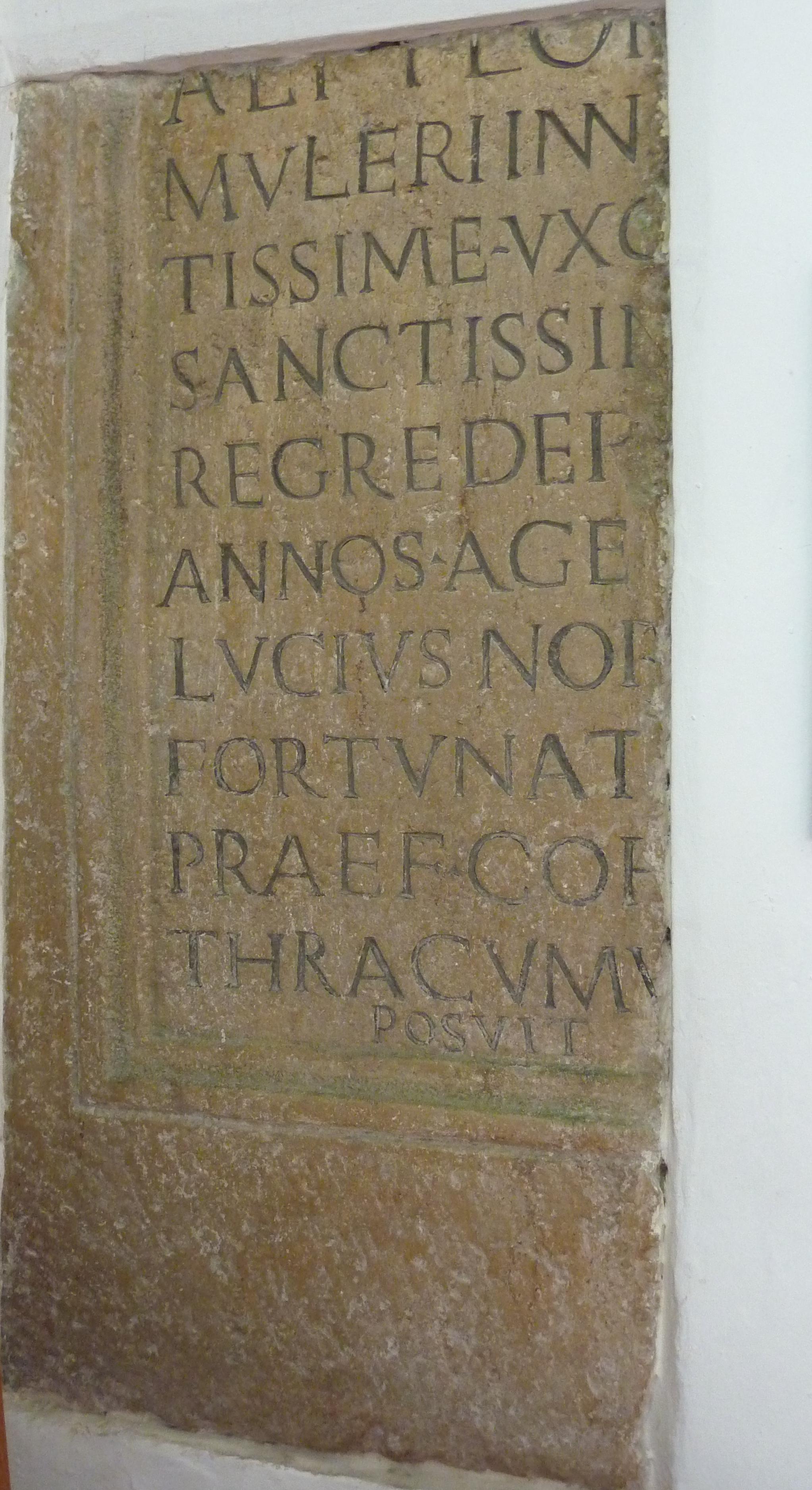
Fortunatusstein

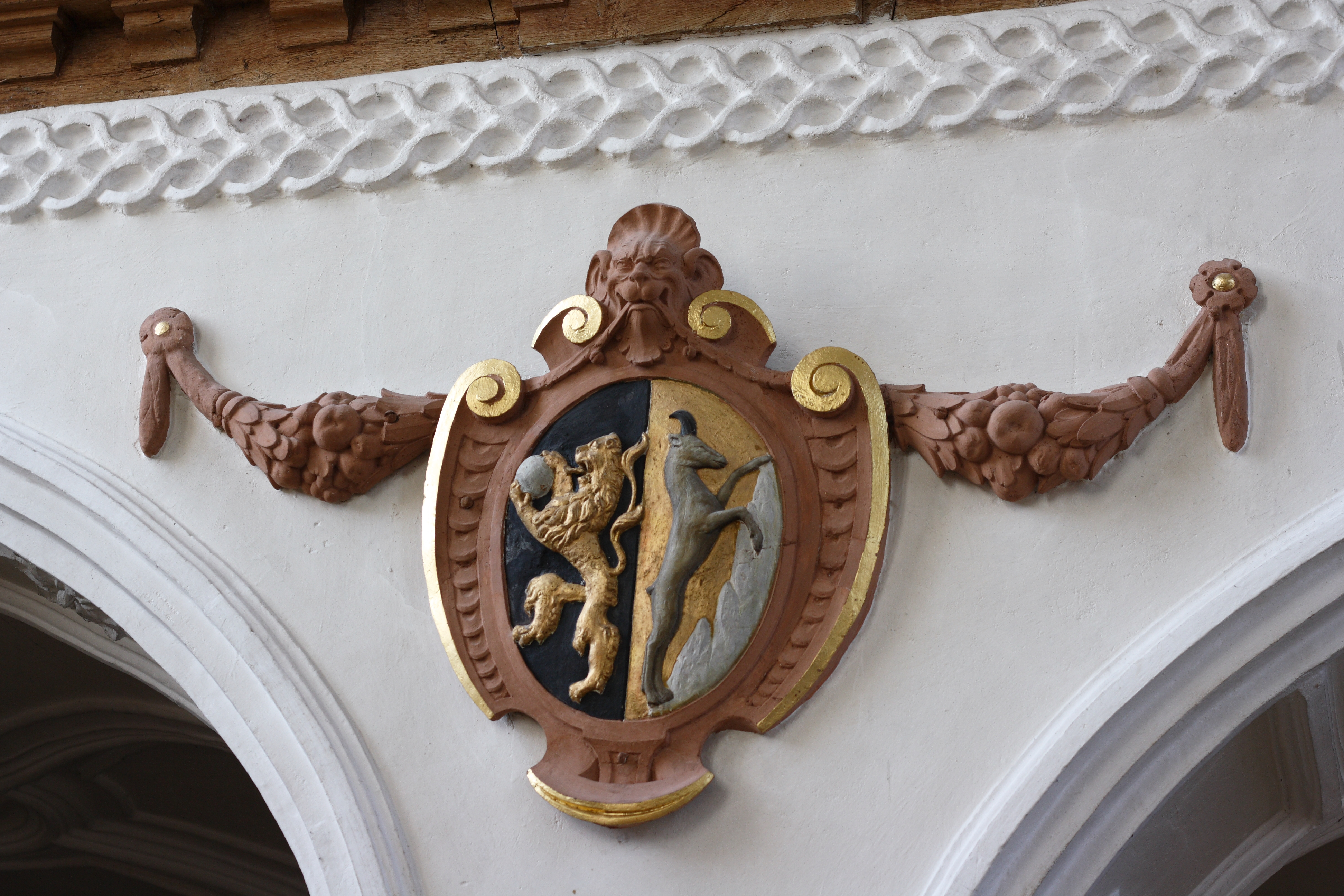
Wappen von Zacharias Geizkofler an der Empore

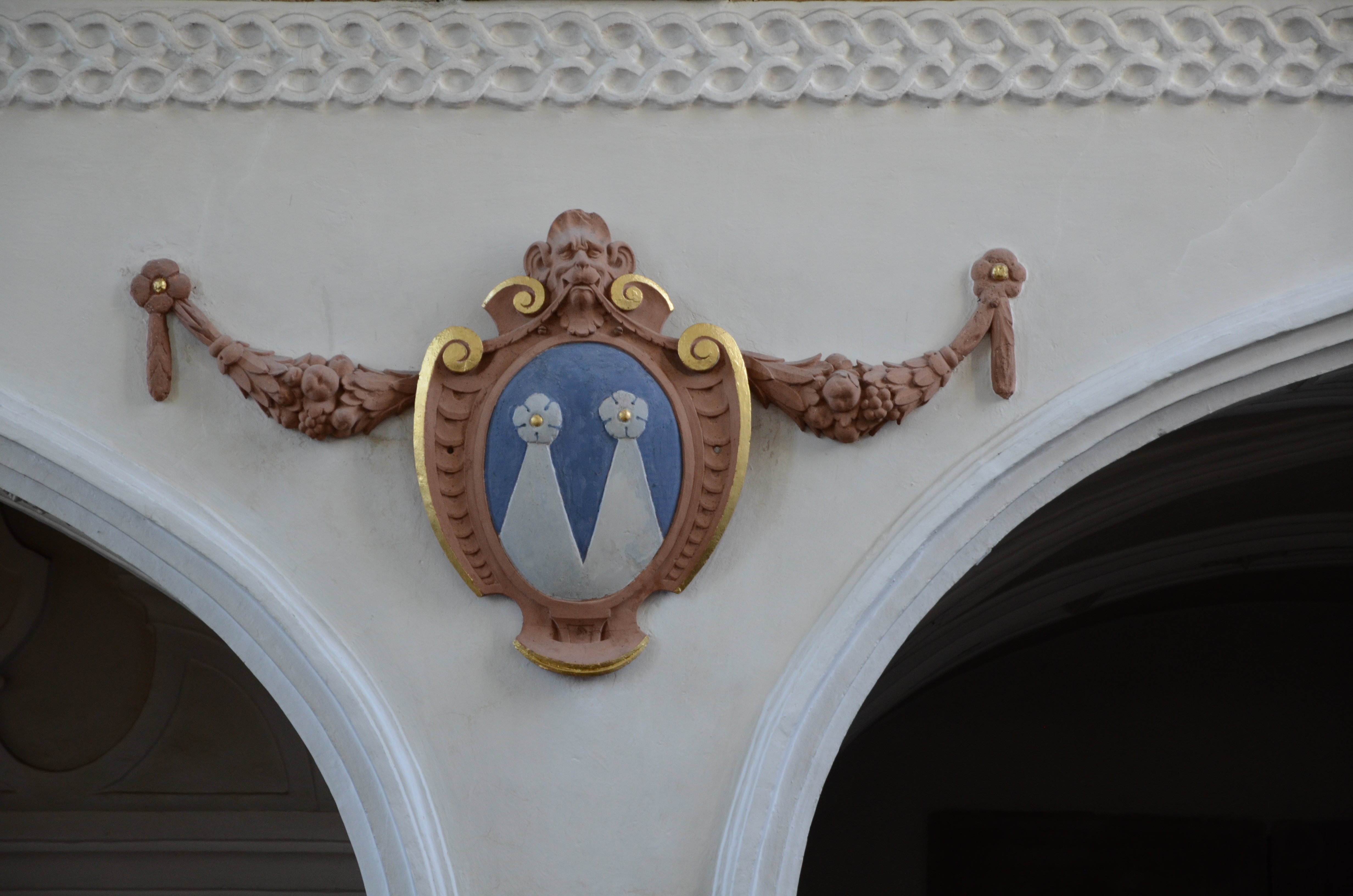
Wappen von Maria von Rehlingen an der Empore

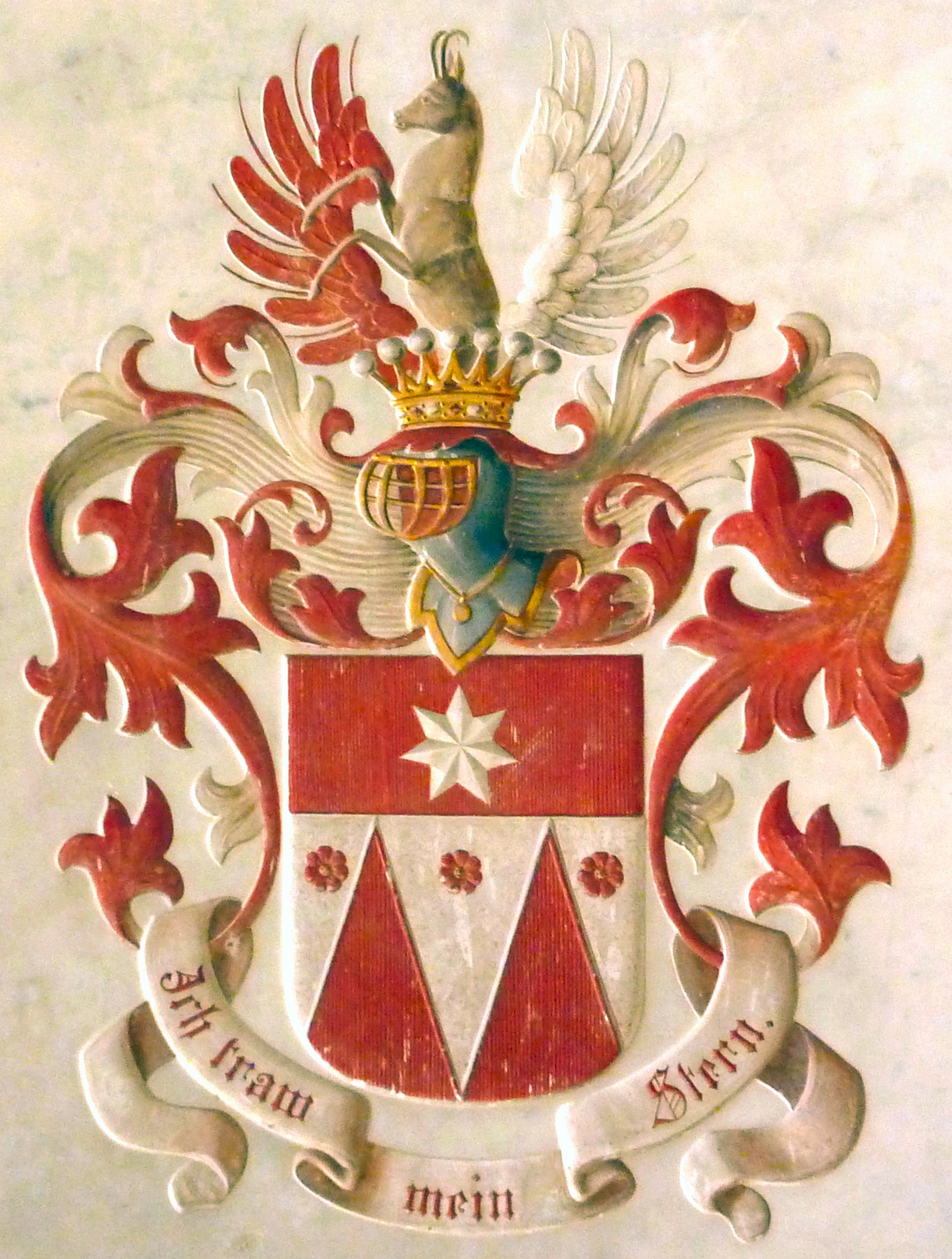
Wappen der Familie Hauch

Die Entstehung der Pfarrei Haunsheim wird bis in frühchristliche Zeit zurückgeführt. Funde römischer Münzen und ein in der Sakristei der Kirche erhaltener Grabstein (Fortunatusstein) für die christliche Ehefrau eines römischen Offiziers weisen auf eine römische Gründung hin. Die römisch-katholische Vorgängerkirche der heutigen Dreifaltigkeitskirche unterstand dem Doppelpatrozinium Petrus und Paulus geweiht.
Seit dem Hochmittelalter war Haunsheim Sitz verschiedener Adelsgeschlechter. 1267 ist der Name Eberhardus de Hunsseheim urkundlich erwähnt. Als Reichsritter waren die Grundherren reichsunmittelbar und konnten das Vorrecht der Konfessionsbestimmung beanspruchen. Deshalb blieb Haunsheim unter den Herren von Harbach, von Wellwart und von Horckheim katholisch, obwohl Pfalzgraf Ottheinrich von Pfalz-Neuburg 1542 der Augsburger Konfession beitrat.
Der evangelische Glaube wurde 1603 durch Zacharias Geizkofler eingeführt, der im Jahr 1600 die Herrschaft kaufte. Er berief den Theologen, Mathematiker und Astronomen Georg Galgenmaier zum ersten evangelischen Pfarrer, dessen Grabstein in der Kirche unter der Empore erhalten ist. Zacharias Geizkofler beauftragte den Baumeister Hans Alberthal mit dem Abbruch der alten und dem Bau der heutigen Kirche. Die Pläne stammen von dem Maler und Architekten Joseph Heintz dem Älteren, einige Detailzeichnungen von dem Augsburger Stadtbaumeister Elias Holl. 1609 war die neue Kirche fertiggestellt und am 4. Februar 1610 wurde sie eingeweiht.
In der Mitte des 19. Jahrhunderts wurde an der Südseite des Langhauses eine Patronatsloge mit verdecktem Treppenaufgang an der Außenseite der Kirche eingebaut, die man bei der Renovierung 1975 wieder entfernte.
1666 kam die Herrschaft Haunsheim durch Heirat an die Familie der Racknitz, die sie 1823 an den Freiherrn von Süßkind verkauften. Seit 1864 ist das Schloss Haunsheim im Besitz der Familie von Hauch.
Nachdem Haunsheim 1806 an das Königreich Bayern gefallen war, gehörte die Kirchengemeinde zum Dekanat Leipheim, seit 1921 zum Dekanat Neu-Ulm. Bis zur Gründung der evangelischen Pfarrei Dillingen 1908 und des Vikariats Lauingen 1956 übernahm die Pfarrei Haunsheim die Betreuung der Gläubigen. 1945 wurde die evangelische Gemeinde Haunsheim/Bachtal (mit Bachhagel, Syrgenstein, Zöschingen) gegründet. Sie zählt heute 2000 Mitglieder.

## Architektur

### Außenbau
In den Westgiebel ist ein siebenstöckiger, quadratischer Turm eingeschnitten, der von einer vierseitigen Haube mit Laterne, Kugel und Wetterfahne bekrönt ist. Im oberen Geschoss, über der Uhr, öffnen sich auf allen vier Seiten korbbogige Klangarkaden.
Der Westgiebel läuft seitlich in den für die Renaissance typischen Voluten aus.
An der Ostseite erhebt sich ein Dachreiter mit achtseitigem Türmchen und Wetterfahne über einer Giebelgaube. Bis 1975 war hier ein Aufzugsbalken angebracht, da der Dachboden der Kirche mit seinen drei Geschossen früher als Getreidespeicher genutzt wurde.
Die südliche Langhauswand wird durch toskanische Pilaster gegliedert. Sie ist von großen Rundbogenfenstern durchbrochen, die von Lisenen und flachen Dreiecksgiebeln auf Volutenkonsolen eingefasst sind. Der Eingang befindet sich an der Südseite.

### Innenraum

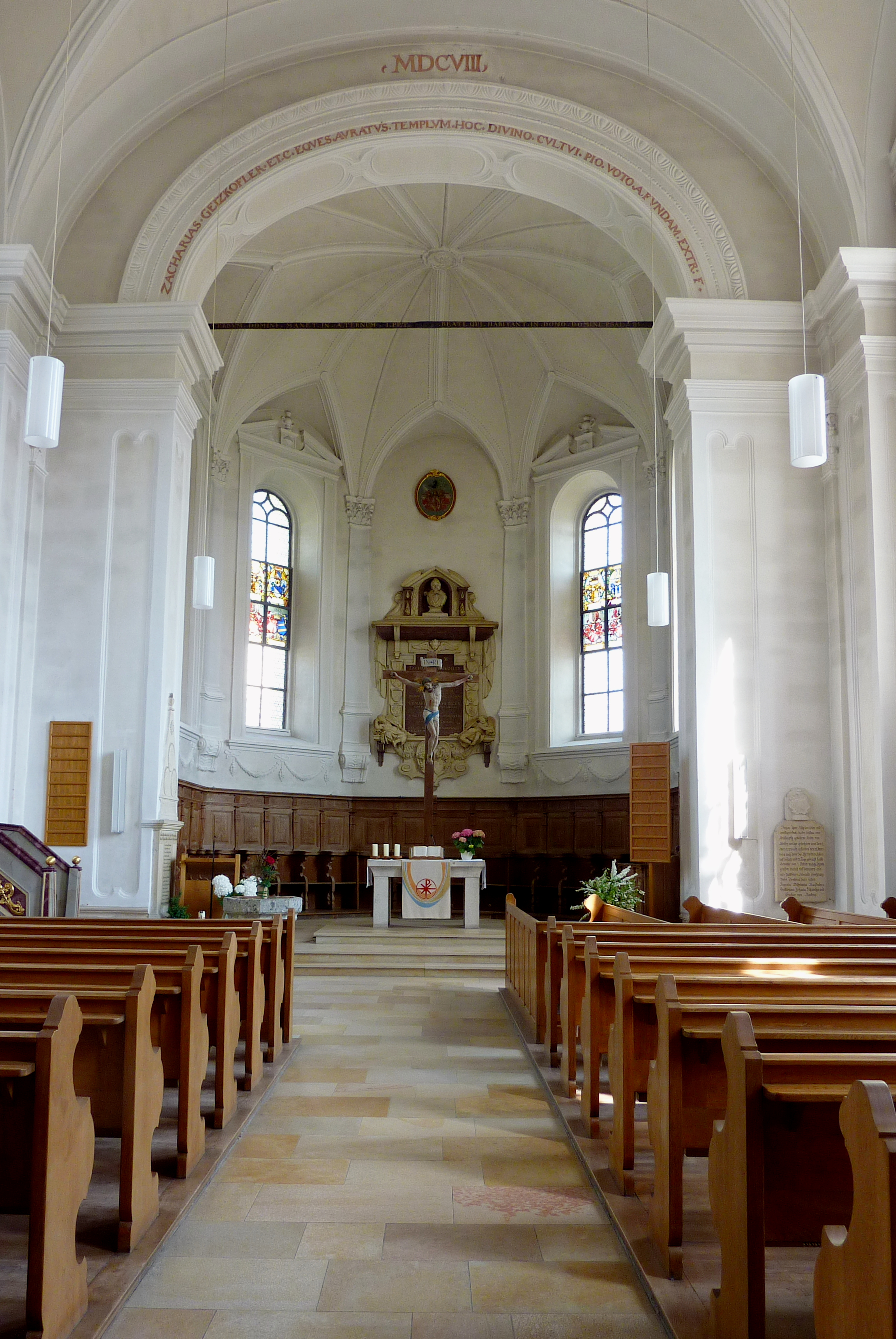
Blick zum Chor

Das einschiffige Langhaus erstreckt sich über zwei Joche und mündet im Osten in einen eingezogenen, um zwei Stufen erhöhten, dreiseitig geschlossenen Chor. Es ist mit einem Kreuzgratgewölbe gedeckt, das auf breiten Wandpfeilern aufliegt. Diese weisen Pilastervorlagen mit korinthisierenden Kapitellen auf.
Die Platzierung der Kanzel auf der nördlichen Längswand und die Ausrichtung des Gestühls in Langhaus und Chor auf den Ort der Wortverkündigung weist die Dreifaltigkeitskirche als Querkirche und damit als bewusst protestantische Predigtkirche aus. Dieser Charakter wird auch durch den freistehenden Altar als Tisch des Herrn für die um ihn zum Abendmahl in beiderlei Gestalt versammelte Gemeinde und durch das bekannte Reformationsmotto (1. Petrus 1, 25) auf dem baustatisch notwendigen Zuganker betont.
Die Fenster sind von breiten Stuckrahmen eingefasst, die oben in gesprengten Dreiecksgiebeln mit Vasen münden und unten mit Blumengirlanden abschließen.
Der Chor ist mit einem Sterngewölbe mit einer Rosette am Gewölbescheitel gedeckt. Die lateinische Inschrift am Chorbogen (ZACHARIAS GEIZKOFLER ET C EQVES AVRATVS TEMPLVM HOC DIVINO CVLTVI PIO VOTO A FVNDAM EXTR F (Zacharias Geizkofler, Ritter vom güldenen Sporn, ließ diese Kirche für den Gottesdienst in frommer Widmung von Grund auf erbauen) verweist auf den Erbauer der Kirche. Darüber steht die Jahreszahl MDCVIII (1608). Die Eisenstange unter dem Chorbogen ist ein Symbol für den Vorhang im Tempel von Jerusalem. Sie ist mit der lateinischen Inschrift versehen: VERBVM DOMINI MANET IN AETERNUM I PET (des Herren Wort bleibet in Ewigkeit, 1 Petr 1,25) BEATI QUI HABITANT IN DOMO DOMINI PSAL.84 (wohl denen, die im Hause des Herrn wohnen, Psalm 84,5).
Den westlichen Abschluss bildet eine Doppelempore. Die untere Empore liegt auf Korbbögen auf, die von Steinsäulen getragen werden. In den Bogenzwickeln befinden sich, in Stuckkartuschen gefasst, die Wappen der Familien Geizkofler und Rehlingen. Die obere Empore ruht auf mit Schnitzereien verzierten Säulen aus Eichenholz. Die Brüstungen der Emporen sind ebenfalls aus Eichenholz und mit Flachschnitzereien versehen.

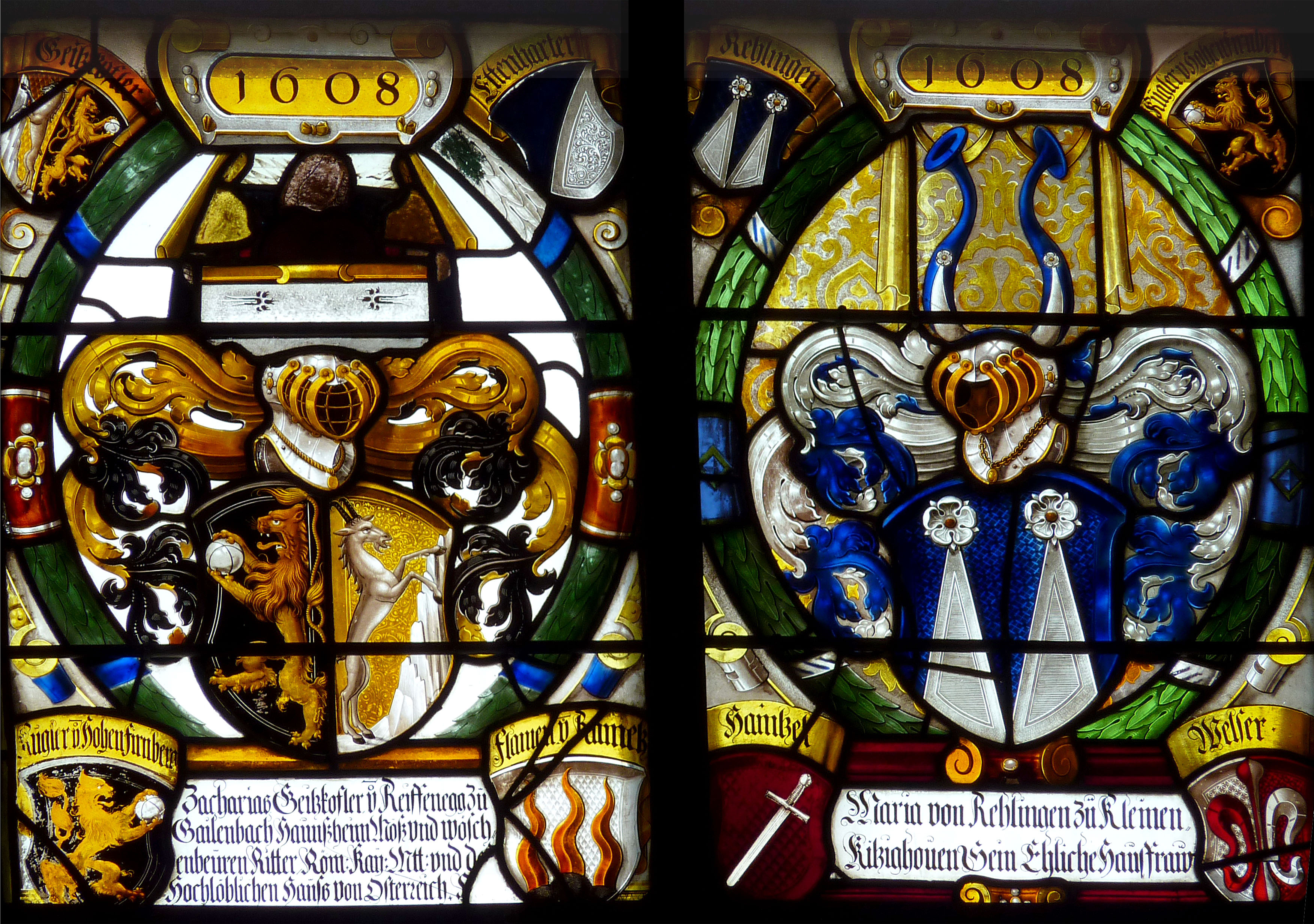
Chorfenster mit Wappenscheibe von 1608

## Bleiglasfenster
In die Chorfenster sind sechs Wappenscheiben von 1608 eingebaut. Sie wurden von dem Augsburger Glasmaler Achilles Miller gefertigt und stellen die Wappen der Familien Geizkofler und Rehlingen, der Erbauer der Kirche, dar. Vier Scheiben stammen von 1878/79. Sie wurden von Max Mittermair aus Lauingen geschaffen und stellen die Wappen der Familie von Hauch dar, der heutigen Besitzer des Schlosses von Haunsheim.

## Ausstattung

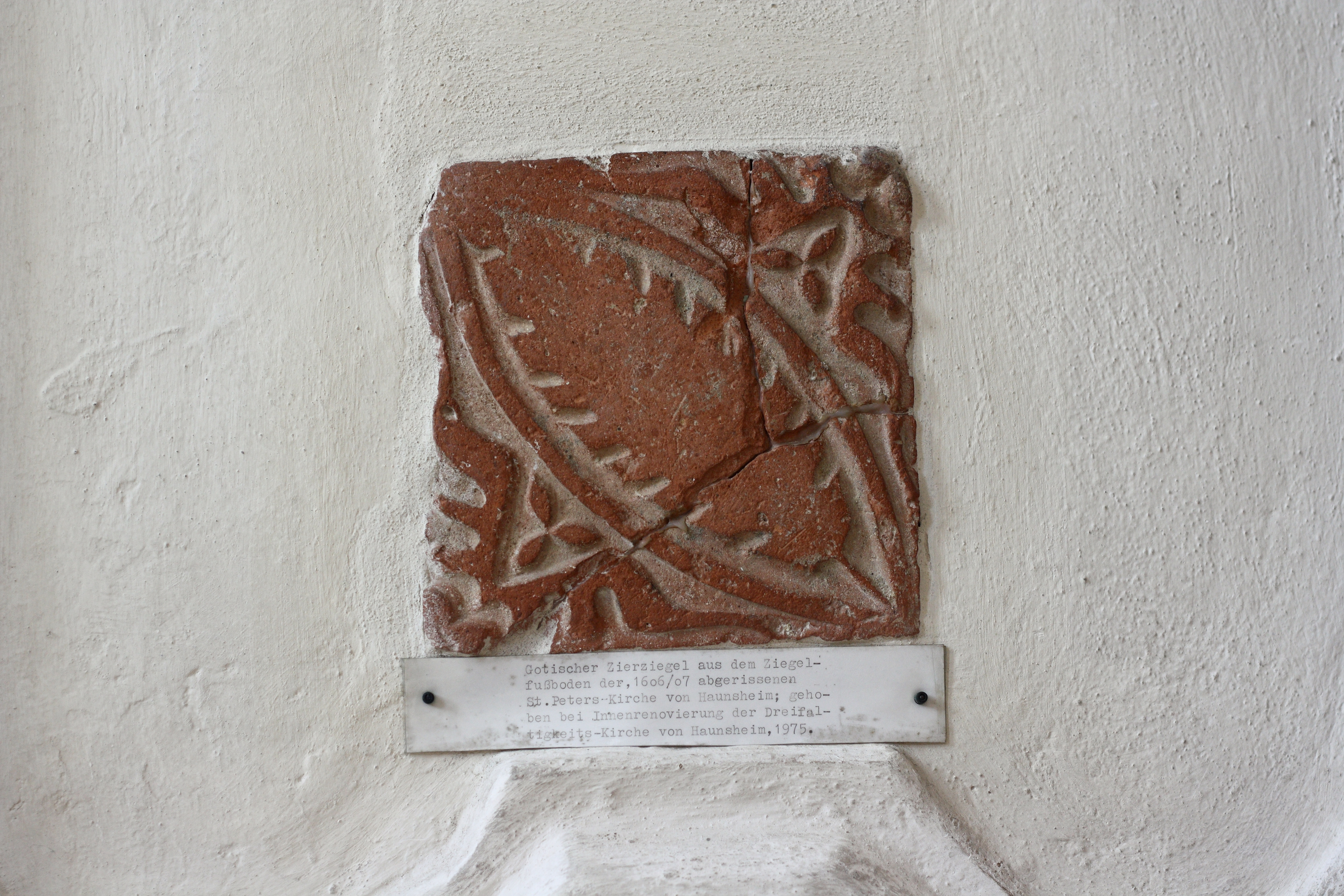
Ziegel aus der Vorgängerkirche

- Das achteckige Taufbecken aus Suevit trägt die Jahreszahl 1530.
- Ein in die Wand eingemauerter gotischer Zierziegel stammt vom Fußboden der 1606/07 abgerissenen Vorgängerkirche.
- Im Chor ist das Gestühl mit Wandvertäfelung aus der Erbauungszeit der Kirche erhalten. Es wurde, wie die Kanzel und die Empore, nach Entwürfen von Joseph Heintz dem Älteren geschaffen.
- In der Mitte des Chors hängt ein hölzernes Kruzifix mit fast lebensgroßem Korpus aus der ersten Hälfte des 17. Jahrhunderts.
- Hinter dem Altar befindet sich im Fußboden der Zugang zur Familiengruft der Geizkofler. Der Deckelstein stammt von 1752.
- Die Turmuhr wurde von Johann Mannhardt gebaut.
- Die Kanzel ist mit vergoldeten Schnitzornamenten versehen. Der Kanzelkorb ruht auf einem geflügelten Engelskopf, auf dem Schalldeckel thront das Lamm Gottes mit Siegesfahne und Strahlenkranz. Die Kanten des Schalldeckels sind mit Engelsköpfen verziert.

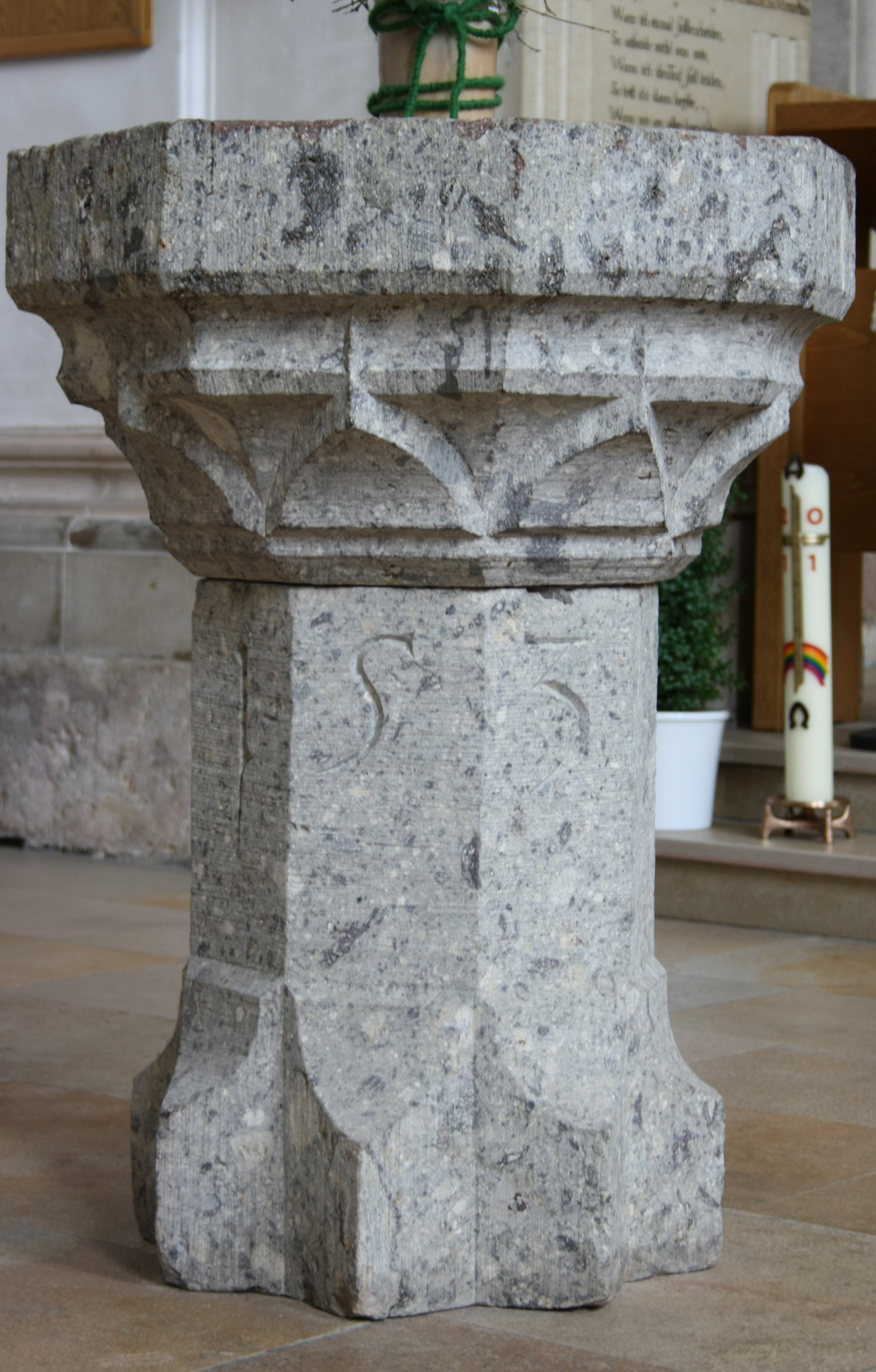
Taufstein
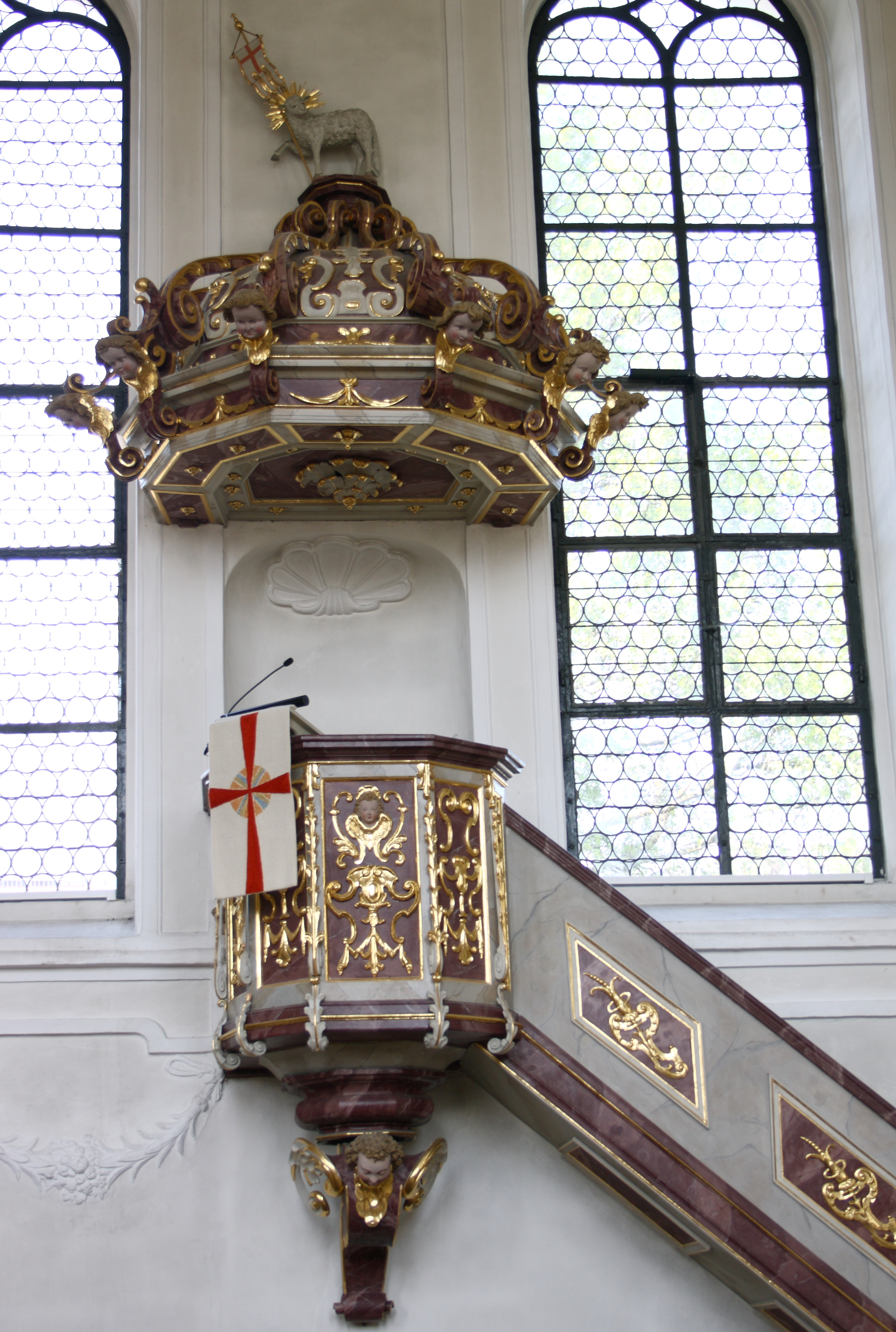
Kanzel
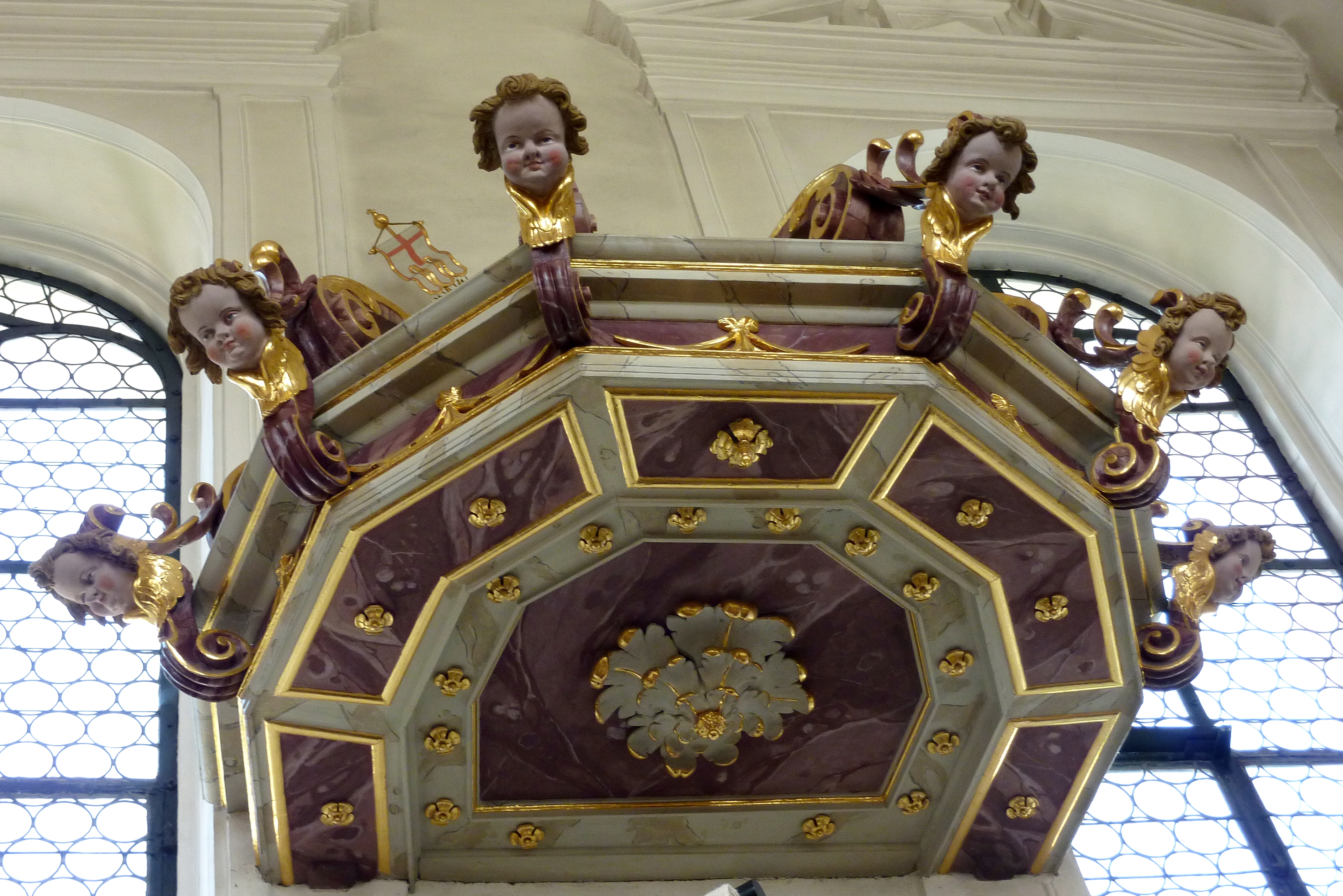
Schalldeckel
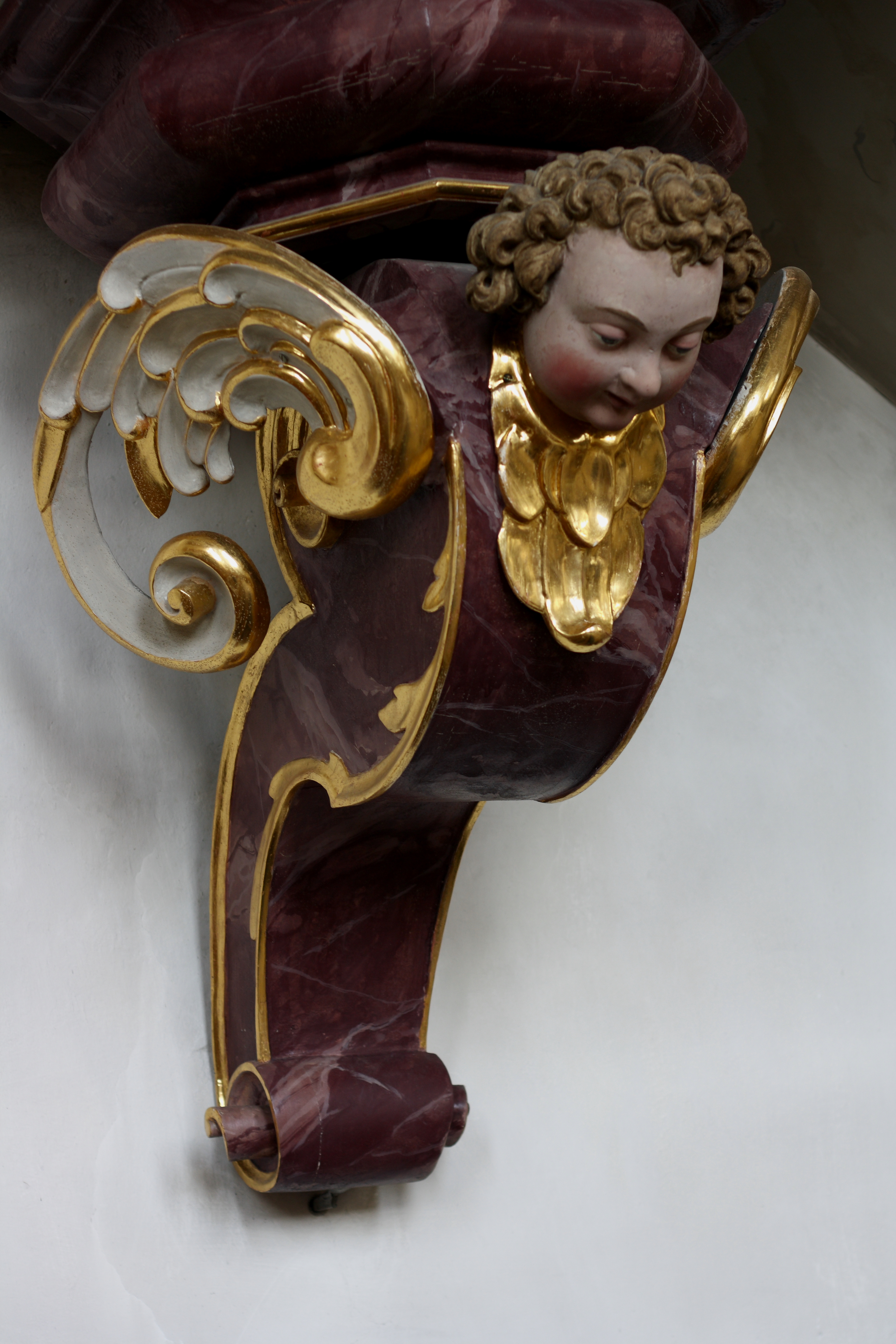
Engelskopf unter dem Kanzelkorb

## Orgel

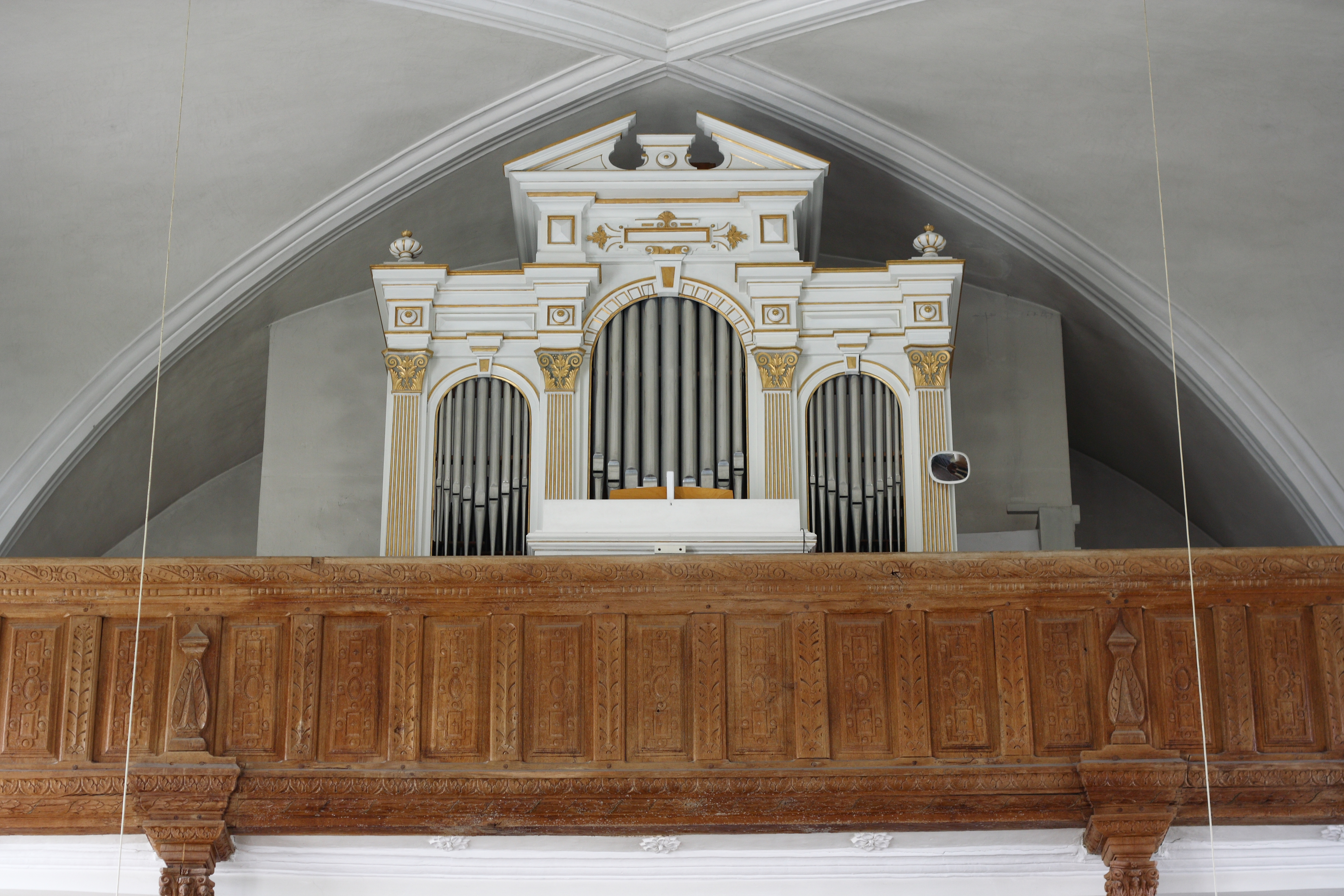
Orgel

Die Orgel stammt von der Ulmer Orgelbaufirma Heinrich Conrad Branmann (1840–1882). Sie wurde 1878 eingebaut.
Am 7. Januar 1876 wurde bei dem Ulmer Orgelbaumeister H. C. Branmann um 3200 Mark eine Orgel mit elf Registern auf zwei Manualen und Pedal in Auftrag gegeben. Die Orgel weist auf mechanischen Kegelladen folgende Disposition auf:
| I Hauptwerk C– |               |       |
| 1.             | Prinzipal     | 8′    |
| 2.             | Groß-Gedackt  | 8′    |
| 3.             | Dolce         | 8′    |
| 4.             | Oktave        | 4′    |
| 5.             | Oktave        | 2′    |
| 6.             | Mixtur II-III | 2 ⁄3′ |

| II Nebenwerk C– |            |    |
| 7.              | Gedeckt    | 8′ |
| 8.              | Salicional | 8′ |
| 9.              | Flöte      | 4′ |

| Pedal C– |        |     |
| 10.      | Subbaß | 16′ |
| 11.      | Cello  | 8′  |

- Koppeln: II/I, I/P, II/P

Bei der Renovierung der Kirche 1909 wurden von den Gebr. Link, Giengen, zwei Register hinzugefügt: Gambe 8′ und Flöte 8′. Für Flöte 8′ und die versetzte Octave 2′ wird im Untergehäuse eine pneumatisch gesteuerte Zusatzwindlade eingebaut. 1917 wurden die Prospektpfeifen aus Zinn für die Rüstungsproduktion beschlagnahmt. Sie wurden 1931 durch Zinkpfeifen ersetzt. Damals wurde auch ein elektrisches Gebläse eingebaut.
Ein 1951 erstelltes Sachverständigengutachten empfahl, die Orgel zu entfernen und unter Verwendung einiger Register eine neue Orgel zu bauen. Das unterblieb damals aus Geldmangel. 1973 bezeichnete der Münchner Musikwissenschaftler und Orgelsachverständige Jürgen Eppelsheim die Orgel als eine vorzügliche erhaltenswerte Arbeit. Er empfahl die Wiederherstellung des ursprünglichen Bauzustandes, wobei er eine sparsame Ergänzung durch einige helle Stimmen für möglich hielt. Im Sinne dieses Gutachtens übernahm der Orgelbauer Gerhard Schmid, Kaufbeuren, die Renovierung und Erweiterung. Sämtliche in hundertjährigem Gebrauch ausgeschlagene Lager wurden erneuert, die Umbauten späterer Jahre rückgängig gemacht. In den Prospekt kamen wieder Pfeifen aus Zinn. Im Untergehäuse wurde eine Schleiflade eingebaut und an die Traktur des II. Manuals angehängt. Sie enthält folgende Register: Nasard 2 2⁄3′, Schwiegel 2′, Oktave 1′, Scharfzimbel 3fach 2⁄3′. Sie geben der Orgel die notwendige Klangkrone, ohne die originale Substanz anzugreifen. Die Kosten beliefen sich für diese Arbeiten auf 50.000 DM.

## Epitaphien und Grabplatten

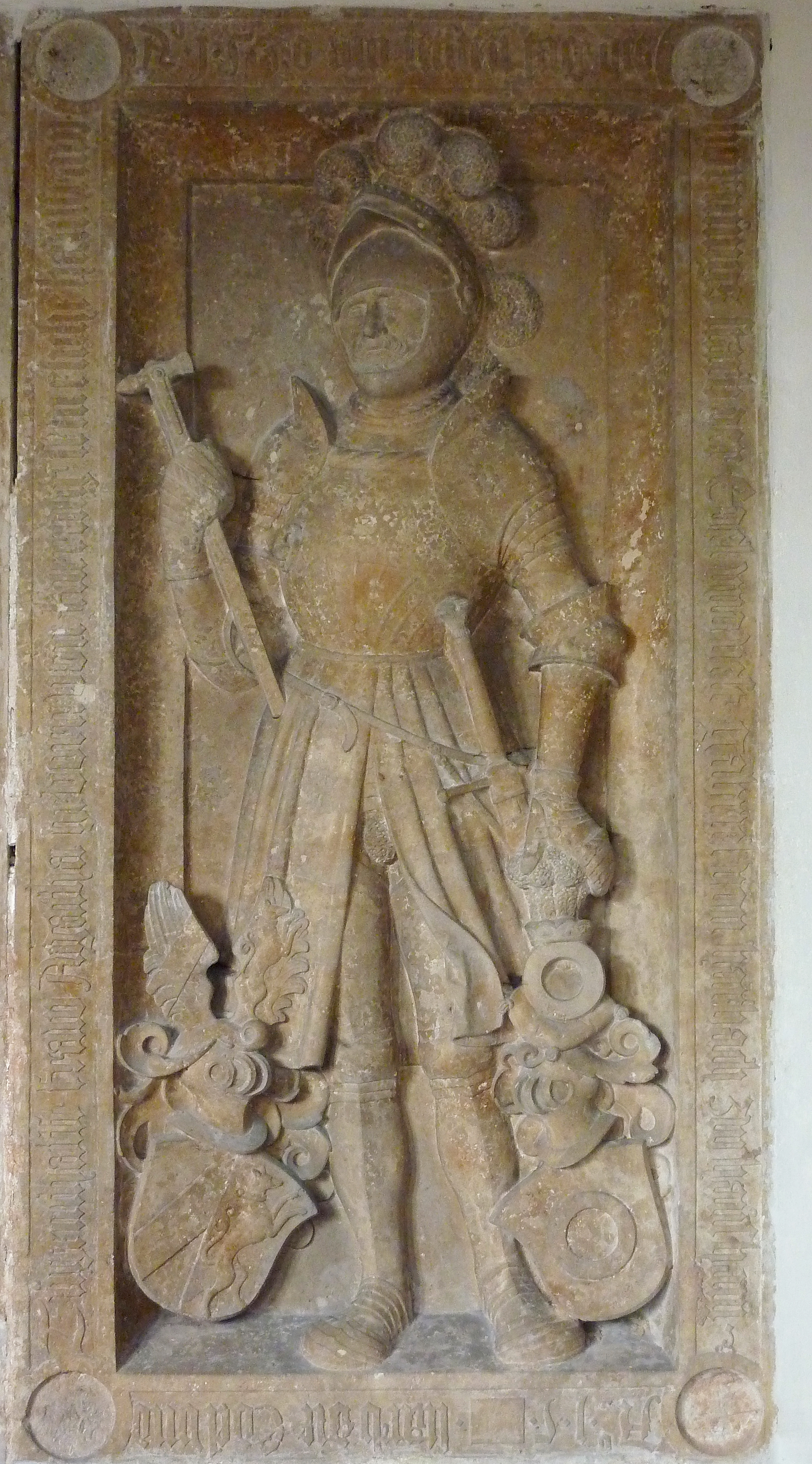
Grabplatte von Gabriel von Harbach

- Das Epitaph aus Kalkstein an der Ostwand des Chores ist Zacharias Geizkofler und seiner Ehefrau, Maria von Rehlingen, gewidmet und wurde 1617 von Christoph Murmann dem Jüngeren in Augsburg gefertigt.
- Am nördlichen Chorpfeiler Epitaph für Eugen Freiherr von Racknitz mit Wappen, Reliefabbildungen und Namensinschriften seiner beiden Ehefrauen und deren zwölf Kinder
- Am südlichen Chorpfeiler Epitaph für Elisabeth Friderike von Woellwarth, geborene von Weiler (1733–1808). Sie war die dritte Ehefrau von Heinrich Sigmund von Woellwarth (1719–1788), der in Harburg als oettingischer Rat und Oberamtmann tätig war.  Unter der Orgelempore befinden sich mehrere Grabplatten und Epitaphien:

- Epitaph für Ottilia von Horkheim, geborene von Harbach († 1568), mit vier Engelsputtenköpfen in den Ecken, in der Mitte Allianzwappen Horckheim-Harbach, oben und unten Ahnenwappen, mit Signatur und Meisterzeichen, von Hans Schaller (Ulm)
- Grabplatte von Alexander von Wellwart († 1549), Reliefdarstellung des Verstorbenen in Rüstung vor dem Kruzifix kniend, unten Wappen der Familien Woellwarth und Harbach, dem Bildhauer Loy Hering zugeschrieben
- Grabstein für Barbara Christina von Horchkheim († 1575), Tochter von Wolff Casper von Horckheim,  im Alter von 15 Wochen
- Grabstein für Gabriel von Harbach und Agatha von Knöringen, mit Reliefbild des Verstorbenen in Rüstung, unten die Wappen Harbach und Knöringen
- Grabstein für den ersten evangelischen Pfarrer in Haunsheim, Georg Galgenmaier († 1619), mit Wappen des Verstorbenen und Himmelsglobus mit dem im November 1618 erschienenen und von ihm mitentdeckten Kometen, von Christoph Senft (Lauingen)

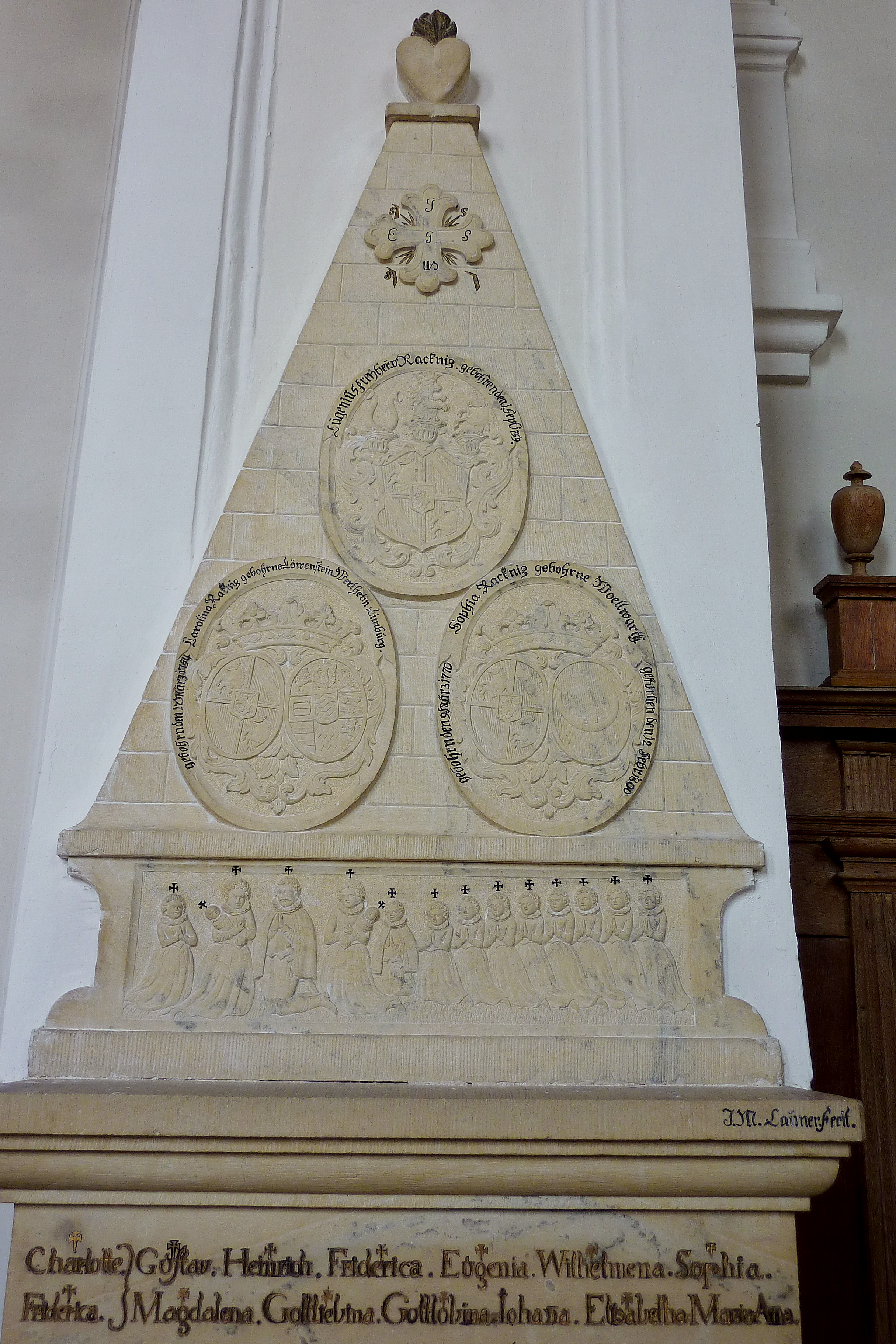
Epitaph für Eugen Freiherr von Racknitz und seinen beiden Ehefrauen und deren zwölf Kinder
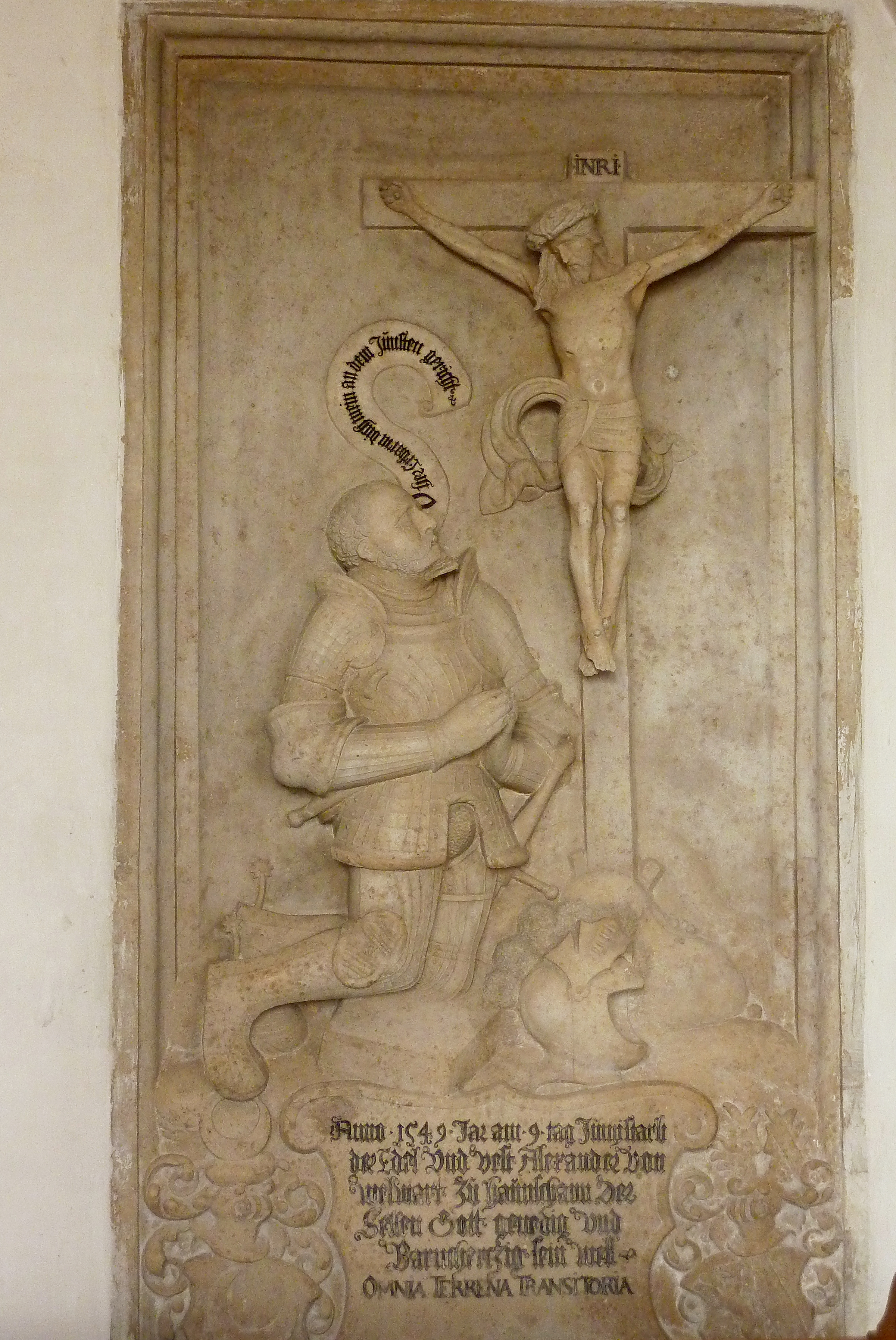
Epitaph für Alexander von Wellwart († 1549)
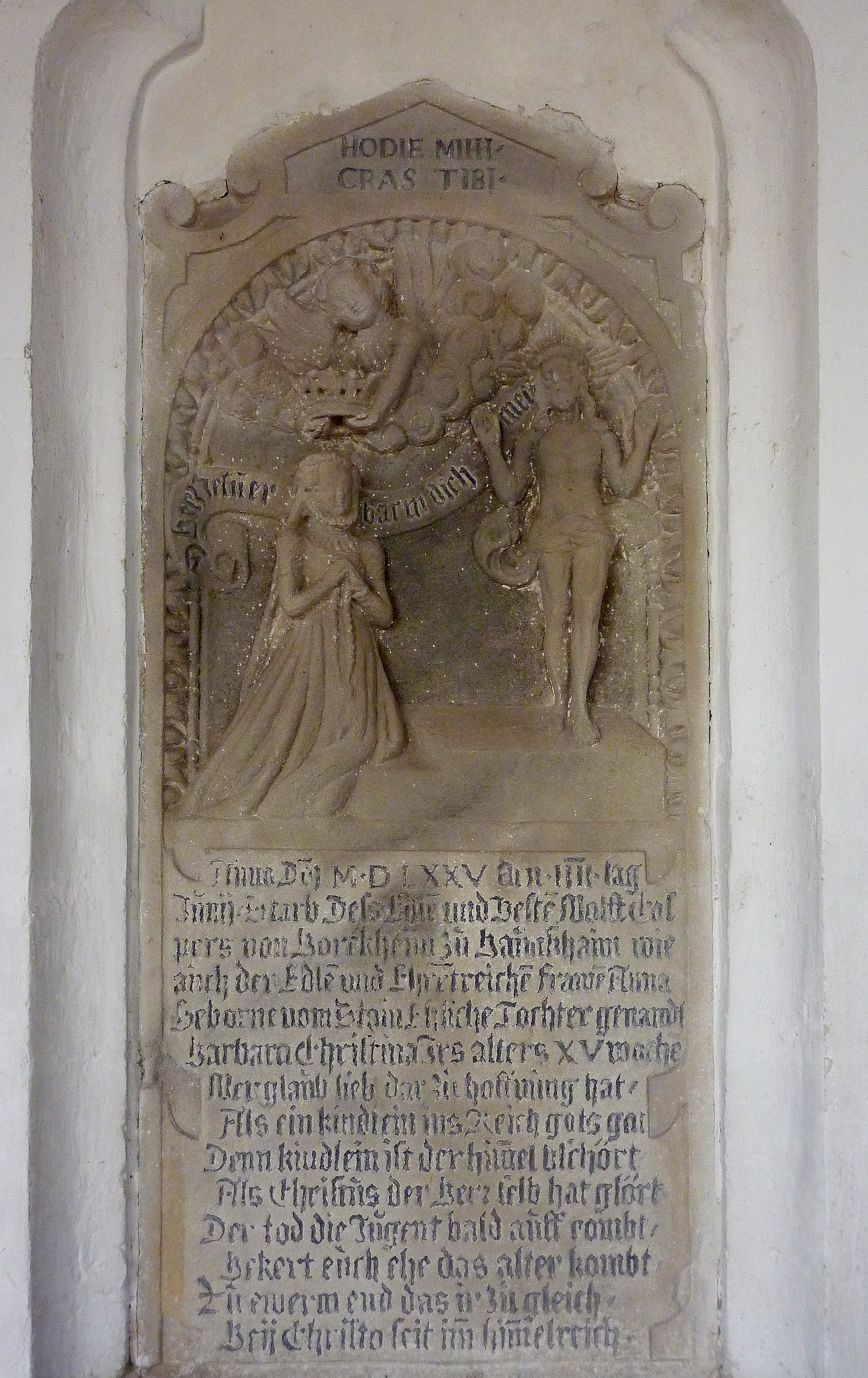
Grabstein für Barbara Christina von Horchkheim († 1575)
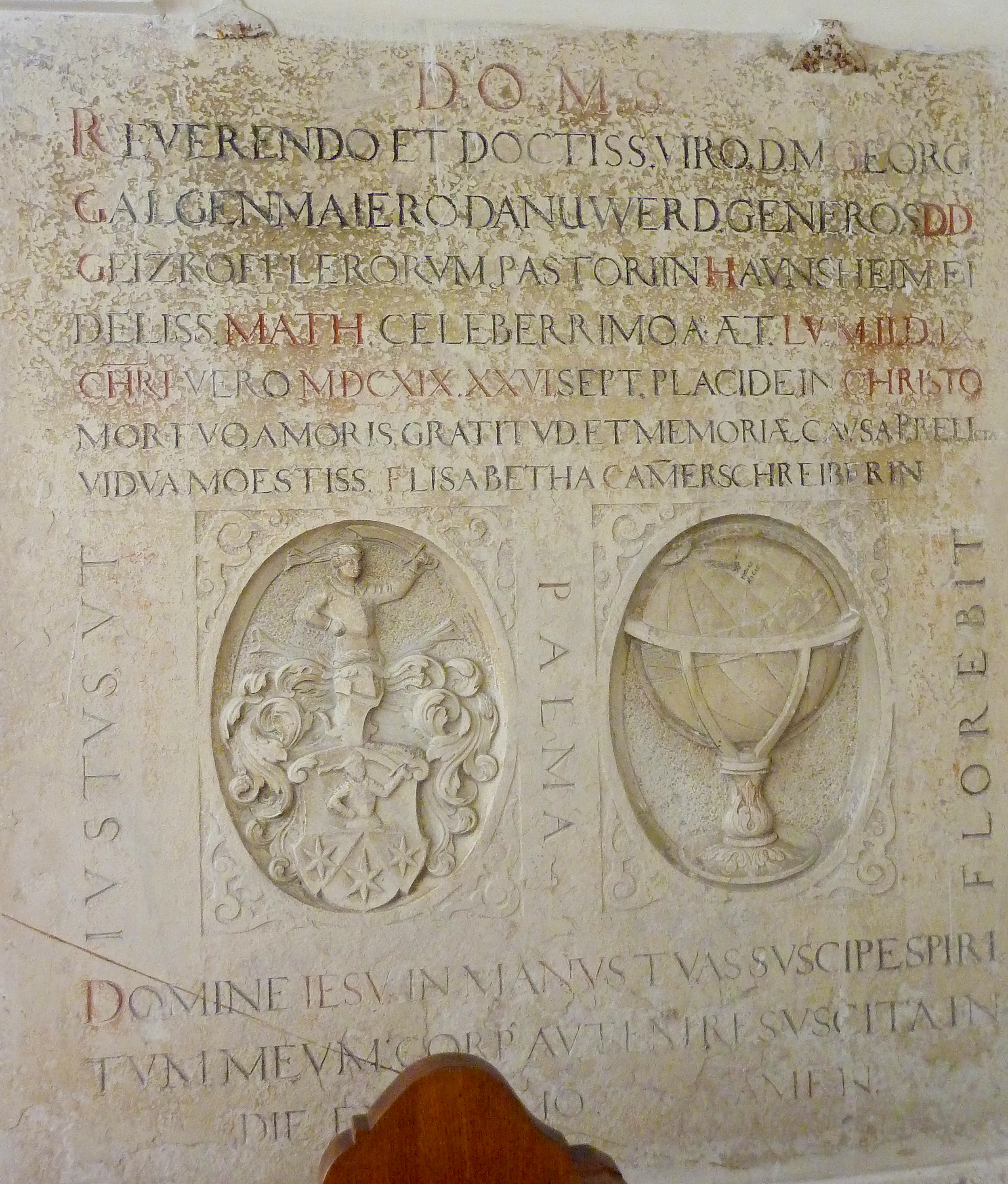
Grabstein für Georg Galgenmaier mit Himmelsglobus und dem von ihm mitentdeckten Kometen